# Amaranthus fimbriatus
Amaranthus fimbriatus är en amarantväxtart som först beskrevs av John Torrey, och fick sitt nu gällande namn av George Bentham och Sereno Watson. Amaranthus fimbriatus ingår i släktet amaranter, och familjen amarantväxter. Inga underarter finns listade i Catalogue of Life.

## Bildgalleri

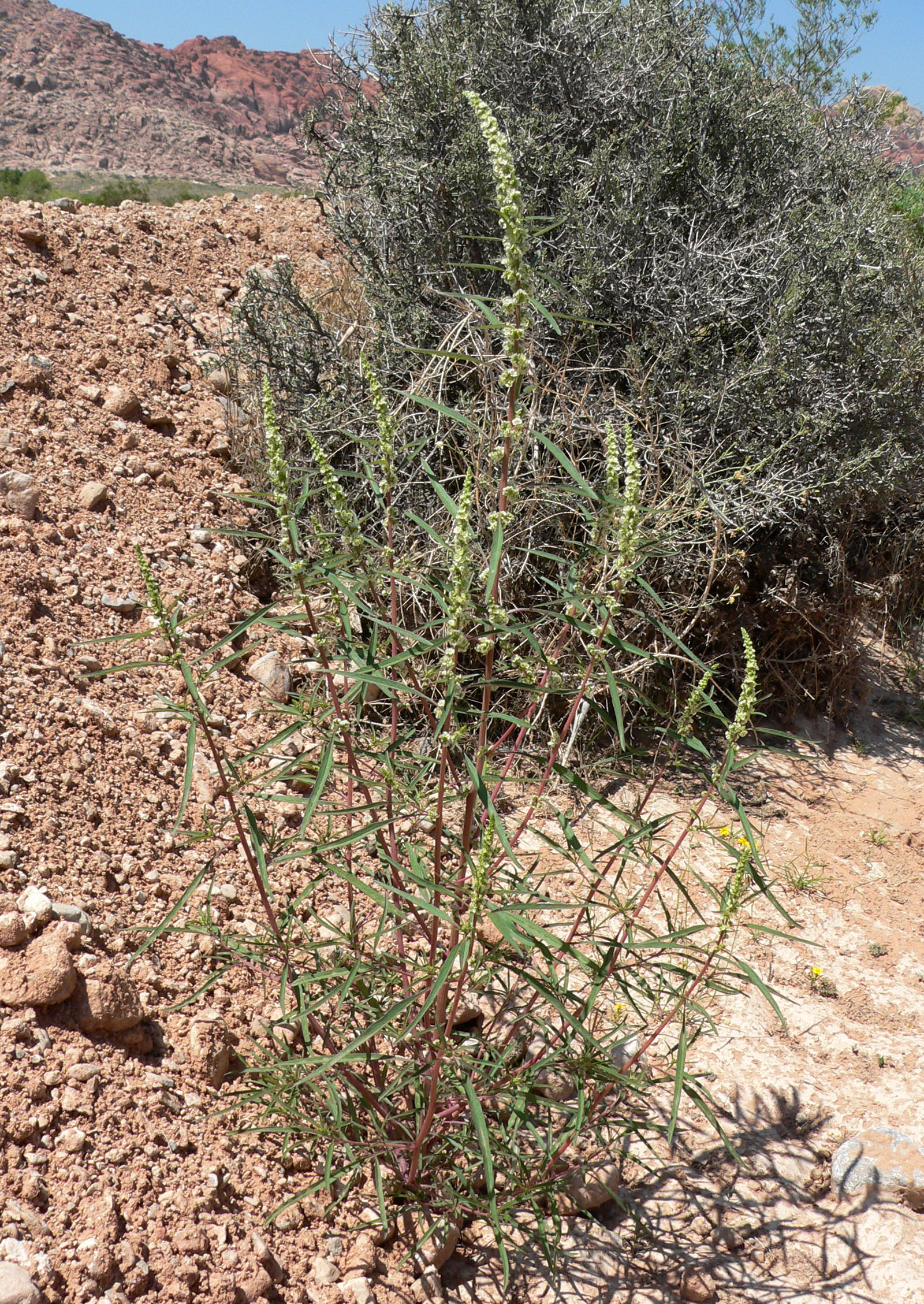
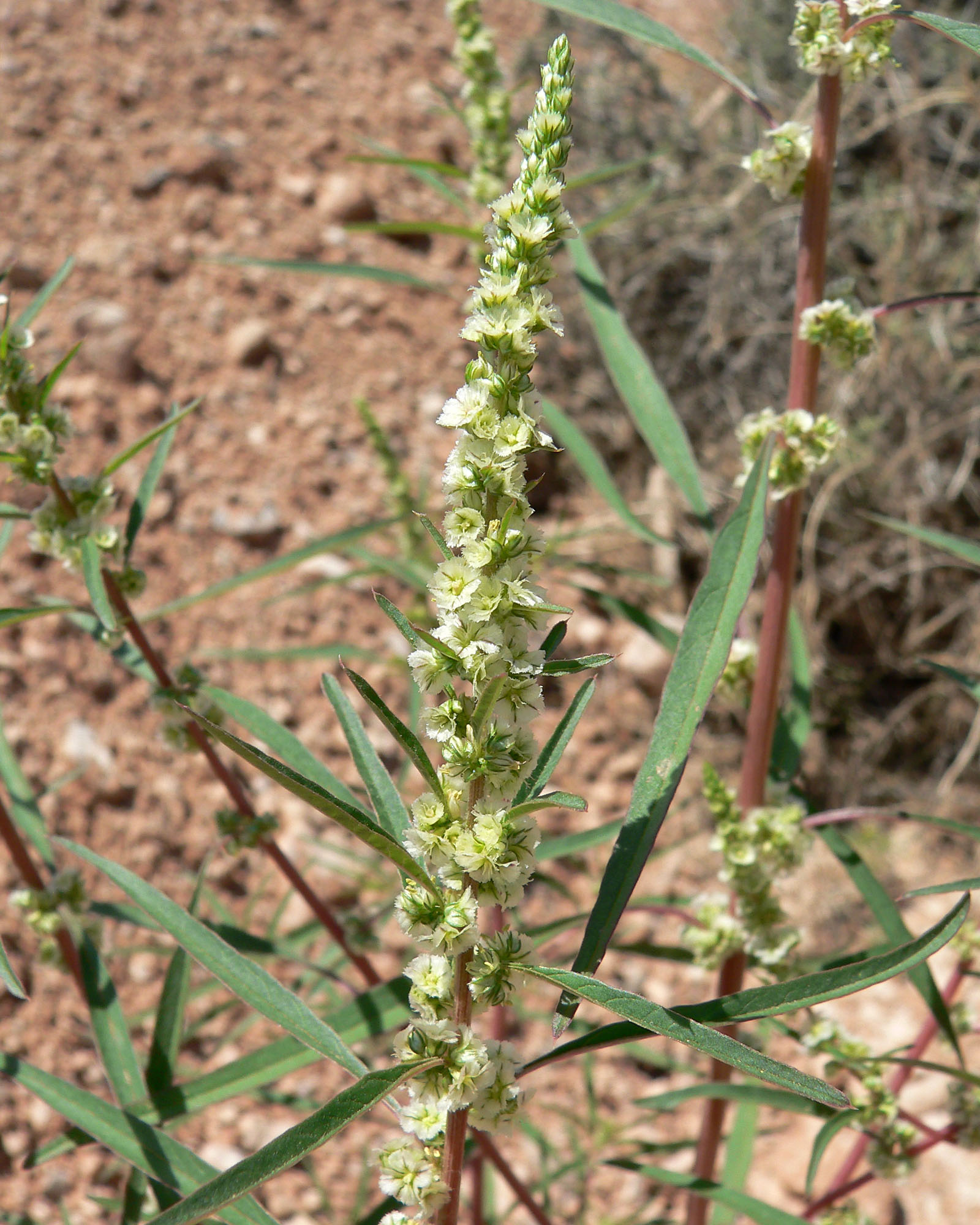
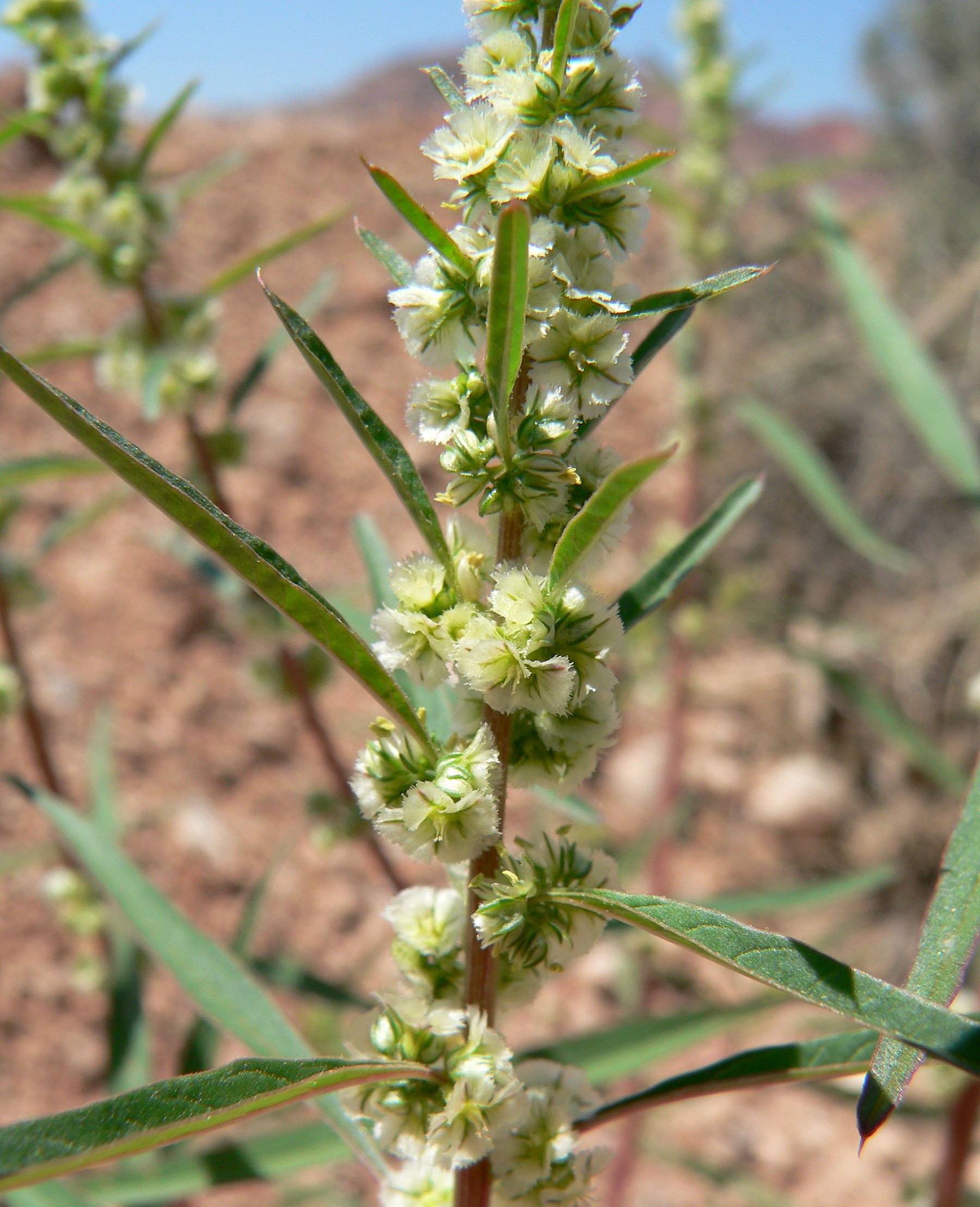
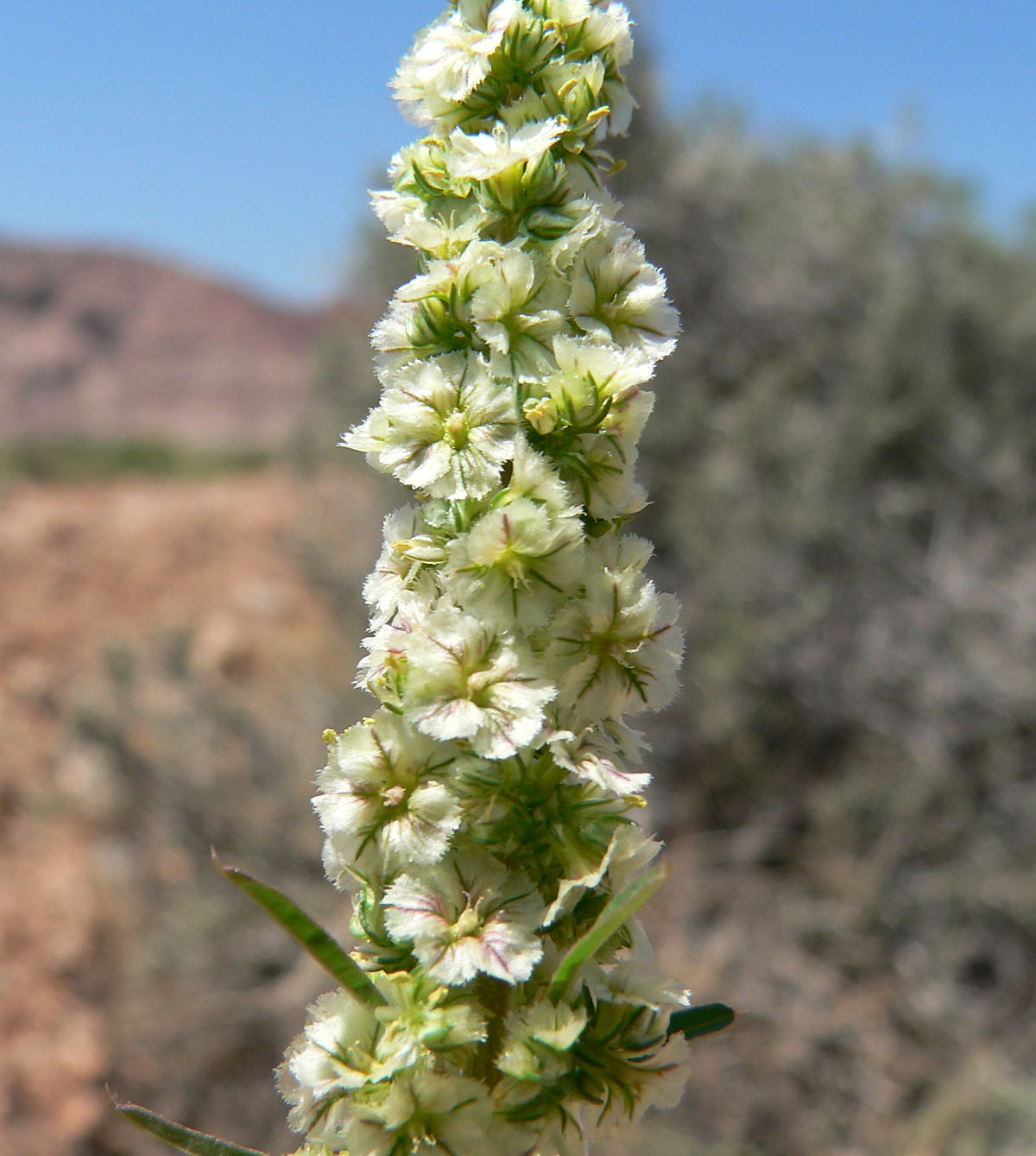
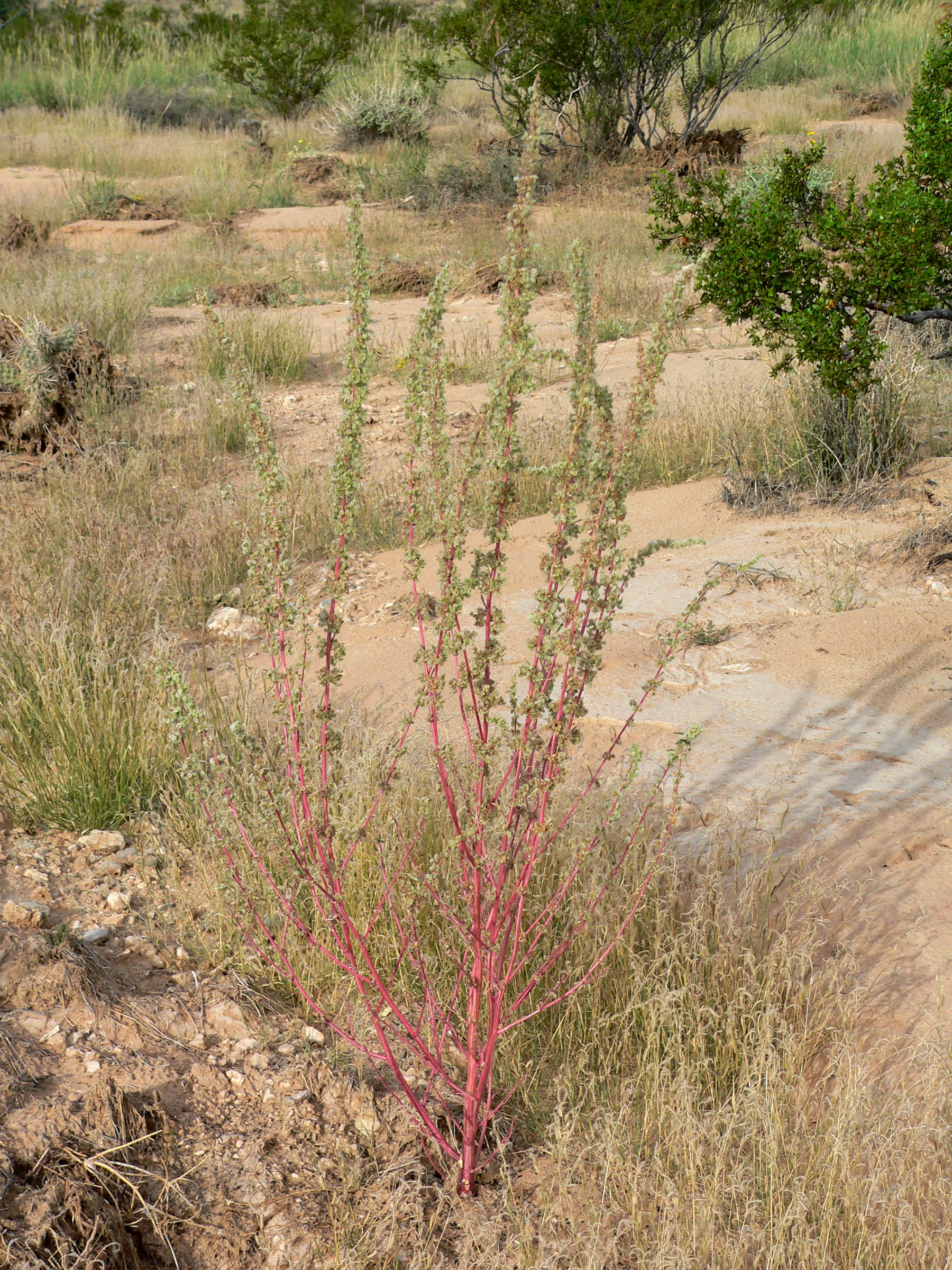